# 蒿蕨
蒿蕨（学名：Ctenopteris curtisii）为禾叶蕨科蒿蕨属下的一个种。

## 扩展阅读
- 維基物種上的相關：蒿蕨